# Lättrycksavlopp
Lättrycksavlopp (LTA) är ett trycksatt avloppssystem till skillnad från konventionella avloppssystem som har självfall. Vanligt i kuperade områden.
Avloppsledningar är i klena dimensioner, ofta grunt förlagda, utan hänsyn till lutningar och med en avloppspump för i stort sett varje fastighet. Systemet ger låga utgifter vid byggandet men desto högre driftkostnader senare. Pumparna måste ju underhållas och frostskyddet ska fungera. De höga driftkostnaderna kan man ta om man bara har räknat med dem från början.
Under de senaste åren har intresset för tryckavloppssystem ökat, dels för att va-ledningar byggs ut i kuperade och allt mindre tätbebyggda områden.
LTA är en försvenskning av LPS (Low Pressure Sewer) och är framtagen av branschorganisationen Svensk Vatten. LPS är egentligen ett varumärke och inte helt korrekt då trycken kan vara relativt höga.